# تصفيات كأس العالم 2014 – أوقيانوسيا الدور الثالث
هذه الصفحة تقدم ملخصات من مباريات الدور الثالث عن قارة أوقيانوسيا المؤهلة لكأس العالم لكرة القدم 2014.

## النظام
سوف يشهد الدور الثالث تنافس فائزي وثواني المجموعتين من كأس أوقيانوسيا للأمم 2012 في مجموعة واحدة تضم 4 فرق.
من المقرر أن تلعب المباريات من 7 سبتمبر إلى 26 مارس 2013، على أن يتأهل أفضل منتخب إلى الملحق القاري ضد الفريق صاحب المركز الرابع من الدور الرابع في تصفيات أمريكا الشمالية.

## المنتخبات المتأهلة
| المجموعة 1                 | المجموعة 2             |
| -------------------------- | ---------------------- |
| تاهيتي · كاليدونيا الجديدة | نيوزيلندا · جزر سليمان |

## المباريات
| فريق              | نفاط | فرق | عليه | له | خ | ت | ف | لعب |
| ----------------- | ---- | --- | ---- | -- | - | - | - | --- |
| نيوزيلندا         | 12   | 12+ | 1    | 13 | 0 | 0 | 4 | 4   |
| كاليدونيا الجديدة | 9    | 11+ | 4    | 15 | 1 | 0 | 3 | 4   |
| جزر سليمان        | 3    | 12− | 17   | 5  | 3 | 0 | 1 | 4   |
| تاهيتي            | 0    | 11− | 11   | 0  | 4 | 0 | 0 | 4   |

|                   | كاليدونيا الجديدة | نيوزيلندا   | جزر سليمان  | تاهيتي      |
| ----------------- | ----------------- | ----------- | ----------- | ----------- |
| كاليدونيا الجديدة | –                 | 0–2         | 5–0         | 26 مارس '13 |
| نيوزيلندا         | 22 مارس '13       | –           | 6–1         | 3–0         |
| جزر سليمان        | 2–6               | 26 مارس '13 | –           | 2–0         |
| تاهيتي            | 0–4               | 0–2         | 22 مارس '13 | –           |

أجريت قرعة تحديد المباريات في مقر اتحاد أوقيانوسيا لكرة القدم في أوكلاند، نيوزيلندا يوم 26 يونيو 2012.
| جزر سليمان              | 0 – 2 | تاهيتي |
| ----------------------- | ----- | ------ |
| فارودو 16' · تيليدا 60' | تقرير |        |

| كاليدونيا الجديدة | 2 – 0 | نيوزيلندا            |
| ----------------- | ----- | -------------------- |
|                   | تقرير | سميلتز 12' · وود 40' |

| نيوزيلندا                                                                 | 1 – 6 | جزر سليمان |
| ------------------------------------------------------------------------- | ----- | ---------- |
| سميلتز 12' · بارباروسيس 25' · كيلن 53' · لوكهيد 69' · وود 80' · روخاس 83' | تقرير | فارودو 51' |

| تاهيتي | 4 – 0 | كاليدونيا الجديدة                             |
| ------ | ----- | --------------------------------------------- |
|        | تقرير | لولوهيا 55' · كاي 56'، 63' · جوبي-فينيبيج 89' |

| جزر سليمان    | 6 – 2 | كاليدونيا الجديدة                                                         |
| ------------- | ----- | ------------------------------------------------------------------------- |
| ناوو 33'، 59' | تقرير | كايارا 8' · جوبي-فينيبيج 45'، 81'، 90+1' · بويلا 78' (بالخطأ) · هايكو 88' |

| تاهيتي | 2 – 0 | نيوزيلندا                |
| ------ | ----- | ------------------------ |
|        | تقرير | سميلتز 24' · سيغموند 82' |

| نيوزيلندا                      | 0 – 3 | تاهيتي |
| ------------------------------ | ----- | ------ |
| ماكغلينشي 3'، 90+4' · كيلن 90' | تقرير |        |

| كاليدونيا الجديدة                                           | 0 – 5 | جزر سليمان |
| ----------------------------------------------------------- | ----- | ---------- |
| جوبي-فينيبيج 5' · كايارا 12' · كابيو 31' · لولوهيا 45'، 90' | تقرير |            |

| نيوزيلندا | ضد | كاليدونيا الجديدة |
| --------- | -- | ----------------- |
|           |    |                   |

| تاهيتي | ضد | جزر سليمان |
| ------ | -- | ---------- |
|        |    |            |

| كاليدونيا الجديدة | ضد | تاهيتي |
| ----------------- | -- | ------ |
|                   |    |        |

| جزر سليمان | ضد | نيوزيلندا |
| ---------- | -- | --------- |
|            |    |           |

## وصلات خارجية
- النتائج والمباريات (إصدار موقع الفيفا) نسخة محفوظة 22 ديسمبر 2011 على موقع واي باك مشين.
- النتائج والمباريات (إصدار موقع كرة قدم أوقيانوسيا)